# 廃橋

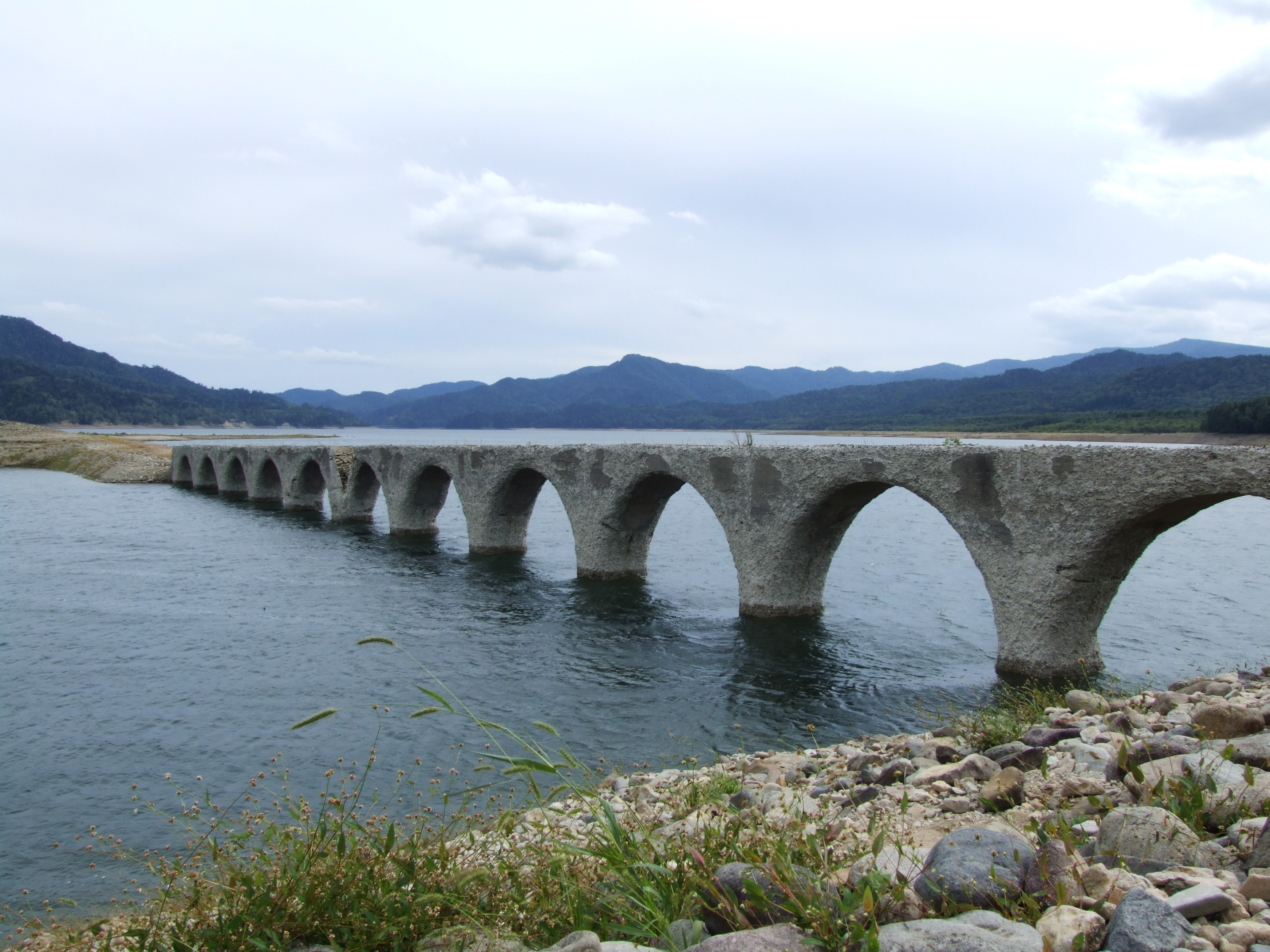
廃橋となっているタウシュベツ川橋梁

廃橋（はいきょう）は、廃止された橋梁などの構造物のことである。

## 廃橋の要因
主に廃橋となる要因は、
- 老朽化による
- 新橋への架け替え、近隣の橋との統合による
- 鉄道橋などは、鉄道の廃線と共に使用されなくなる
- 地元住民・自治体の判断・要望による
- ダム等の治水工事により水没する（洪水等であらかじめ一時的に水没することを考慮した沈下橋は除く）
- 地震、戦争などで破壊される
- 川が、埋め立てなどで川でなくなり、橋が不要となる[1]
- 道路建設そのものが建設後の社会的要因により建設が中止され破棄されたもの
- その他の要因により橋の維持が困難になる

等が挙げられる。

## 廃橋の管理
廃橋となった橋は、主に老朽化していたり、新橋の工事があったりして取り壊されたりすることが多いが、中にはそのまま放置されたり、別の管理主により維持・管理される、遺跡、遺構として保存されることもある。後者のようにきちんと管理され、使用再開した場合は廃橋とはしない場合が多い。屑鉄として売却されることも多い。

## 主な廃橋
- タウシュベツ川橋梁 - コンクリート製アーチ橋
- 旧両羽橋（山形県酒田市・最上川） - トラス橋
- 旧柴崎橋（福島県耶麻郡西会津町・阿賀川上野尻ダム上流） - 珍しいトラス橋の廃橋
- 木曽川橋梁（岐阜県中津川市・木曽川）
- 茶屋町橋梁（福岡県北九州市・板櫃川支流槻田川） - 煉瓦積みアーチ橋